# Кордеро Фернандес, Антонио
Антонио Кордеро Фернандес (исп. Antonio Cordero Fernández; 1823, Севилья — 13 июня 1882, Мадрид) — испанский оперный певец (тенор) и вокальный педагог.
В 1832 году поступил в хор мальчиков Севильского собора, изучал музыку под руководством руководителя хора Илариона Эславы. В 1843 году поступил тенором в театральную и оперную труппу, собранную Луисом де Олоной, в составе которой гастролировал по Андалусии. В 1847 году вместе с этой труппой принял участие в открытии севильского театра Сан-Фернандо. В 1848 году обосновался в Мадриде, где продолжил обучение вокалу под руководством Эславы и Хосе Марии Реарта. В 1849 году был принят певцом в Королевскую капеллу. В 1867 году завершил исполнительскую карьеру.
Интерес Кордеро к педагогической работе привёл к появлению уже в 1858 году его учебника «Полная школа пения во всех его разновидностях и особенно в испанской и итальянской опере» (исп. Escuela completa de Canto en todos sus géneros y principalmente en el dramático español e italiano). В 1866 году вместе с профессором консерватории Хуаном Хименесом Кордеро открыл в Мадриде Лирико-драматическую школу (исп. Escuela Lírico Dramática), предлагавшую не только более продвинутый по сравнению с Королевской консерваторией курс оперного вокала, но и специфический курс актёрского мастерства для певцов. Среди воспитанников школы были заметные фигуры испанской оперной сцены XIX века — Антонио Арамбуро, Хулиан Гаярре, Адела Ибарра, Антония Усаль. Летом 1867 года ученики школы дали в Мадриде успешный отчётный концерт, однако уже в следующем году школа, по-видимому, закрылась.